# Chihuahua Savage
El Chihuahua Savage, también conocido como Savage CUU, es un equipo mexicano de fútbol rápido profesional con sede en Chihuahua, Chihuahua. Fundado en 2019, el equipo hizo su debut en la Major Arena Soccer League 2 con la temporada 2019-20, que terminó antes de tiempo debido a la pandemia de COVID-19. Originalmente programado para regresar al M2 para la temporada 2021-22, al Savage se le otorgó una membresía en la Major Arena Soccer League, reemplazando a los Soles de Sonora. Para la Temporada 2022-2023 el equipo es Campeón derrotando al histórico Baltimore Blast.

## Estadísticas
| Año     | Liga | Récord                                        | GF                                            | GC                                            | Posición                                      | Pase a playoffs                               | Promedio de asistencia                        |                                               |
| ------- | ---- | --------------------------------------------- | --------------------------------------------- | --------------------------------------------- | --------------------------------------------- | --------------------------------------------- | --------------------------------------------- | --------------------------------------------- |
| 2019-20 | M2   | 12-0                                          | 134                                           | 50                                            | 1º, M2                                        | Playoffs                                      |                                               |                                               |
| 2021    | M2   | No participó debido a la pandemia de COVID-19 | No participó debido a la pandemia de COVID-19 | No participó debido a la pandemia de COVID-19 | No participó debido a la pandemia de COVID-19 | No participó debido a la pandemia de COVID-19 | No participó debido a la pandemia de COVID-19 | No participó debido a la pandemia de COVID-19 |
| 2021-22 | MASL | 15-9                                          | 185                                           | 143                                           | 2.º, Oeste                                    | Semifinales                                   | 1,000                                         |                                               |
| 2022-23 | MASL | 17-7                                          | 179                                           | 124                                           | 2. Oeste                                      | Campeón                                       | 1630                                          |                                               |
| 2023-24 | MASL | 17-7                                          | 162                                           | 103                                           | 2.Oeste                                       |                                               | 1500                                          |                                               |

## Primeros años en la MASL
Su incursión en el Máximo circuito de la Mayor Arena Soccer Arena no fue fácil, ya que primero tuvo que logrmada por jugadores en su mayoría Chihuahuenses que fueron extraídos de los barrios y ciudades aledañas a Chihuahua para conformar el plantel.
En su primera participación en la M1, en la temporada 2021 – 2022 el equipo se mostró sólido con lo cual a base de trabajo y esfuerzo los llevó hasta el 3er lugar de la tabla general llegando a la semifinal contra el equipo campeón de ese entonces San Diego Soccer quien terminó con las aspiraciones de la escuadra Chihuahuense. Serían jugadores como Iván Muñoz, Bryan Macías, René Loya, José Luis Islas, Kevin Durand, Luis Medrano, Enrique Cañez, Arturo Valle entre otros.
El registro para aquella temporada fue de 12 juegos ganados y 7 perdidos.

## La Temporada del Título en el máximo circuito de la MASL (2022-2023)
Su participación durante la temporada regular Club estuvo marcada por altibajos. Desde el primer partido de la temporada, el equipo enfrentó desafíos significativos que pusieron a prueba su resistencia y determinación.
La temporada comenzó con dos derrotas consecutivas frente al formidable Baltimore Blast, ambas como visitante. Esta desafortunada serie de resultados colocó al equipo en una posición desafiante desde el principio. Sin embargo, el verdadero desafío llegó con la serie de partidos contra los San Diego Sockers, donde el equipo sufrió tres derrotas consecutivas: una en casa y dos como visitante.
Tras una serie de resultados adversos, se produjo un cambio crucial en la dirección técnica del club. Everardo Sánchez, quien había comenzado la temporada como entrenador principal, fue relevado de sus funciones debido a los resultados insatisfactorios. Jaime Borrego asumió el timón en un intento por revivir la fortuna del equipo. Sin embargo, Borrego también dejaría el cargo en el banquillo de la dirección técnica más adelante. Con la salida de este último, Everardo Sánchez regresó al banquillo como director técnico. Bajo su liderazgo, el equipo experimentó una notable transformación y brindaria confianza a jugadores con menos experiencia.
A pesar de los desafíos iniciales y los cambios en la dirección técnica, el Club de Fútbol Chihuahua Savage demostró su capacidad para superar la adversidad y competir en el más alto nivel. Ahora, con la mirada puesta en los playoffs, el equipo está decidido a escribir un capítulo memorable en su historia, con la esperanza de alcanzar el ansiado título de campeón.
Savage se enfrentaria en la serie de Semifinales de conferencia al Monterrey Flash, dejando la serie 1-1 para llevarse el encuentro a minigame donde el equipo Salvaje se alzaria el triunfo para llegar a la final de conferencia ante el San Diego Sockers.
Ya en la final de conferencia, el equipo se enfrentó al San Diego Sockers en la final de la conferencia. En un emocionante primer encuentro en casa, el equipo ganó, generando expectativas para el segundo partido. Sin embargo, en un enfrentamiento intenso en la Pechanga Arena en San Diego, sufrieron una derrota.
La serie se definió en un minigame de gol de oro, un evento que sorprendió a la liga. En un momento de valor y determinación, Carlos "Poper" Hernández anotó el gol del triunfo, llevando al equipo a la final para competir por la Ron Newman Cup.
Después de haber vencido de manera historia al bicampeón San Diego Sockers en las finales de la Conferencia del Oeste, el viernes 28 de abril quedará grabado con letras de oro en la historia del deporte chihuahuense ya que por primera vez un equipo de Chihuahua conquistaba el título principal de la Major Arena Soccer League, la “Ron Newman Cup” al derrotar de manera contundente en dos partidos al histórico Baltimore Blast ante una Arena Corner Sport abarrotada de fieles aficionados.
Con la proeza, el Chihuahua Savage también se convirtió en la primera escuadra en ganar el título de la conocida como MASL con solo jugadores originarios del país en su plantel.
Además, el guardameta oriundo de Ciudad Juárez, Iván “Terry” Muñoz fue nombrado el Mejor Portero de las Finales tras una actuación memorable en la defensa del arco chihuahuense. Asimismo, Jorge "Pareja" Ríos fue nombrado el Jugador Más Valioso de la serie final.
Después de conseguir los 2 títulos antes mencionados, el Chihuahua Savage con muy pocos años de existencia se proclamó como el mejor equipo de futbol interior del año deportivo 2022-2023.
El plantel fue conformado por Berna “Sargento” Valdovinos, Iván “Terry” Muñoz, Luis “Cuate” Medrano, Raymundo Contreras, Roberto Escalante, Adrián Miller ,Miguel Ángel Diaz, Álvaro Luevano, Hugo “Roca” Puente, Jhon Ponce, Luis Magaña, Arturo Valle, Uriel Zuart, Jorge “Pareja” Ríos, Jaime Alejandro Romero,  Edgar “Torrez” González, José Antonio Medina, José “Huevo” Gilberto López, David Hernández,   Bryan “Flaco” Macias, Jorge Leal, Javier ”Pony” Gallegos, José Luis “Mochomo” Islas, Carlos “Popper” Hernández y Enrique “Kike” Cañez bajo la Dirección Técnica de Lic.Everardo “Camarón” Sánchez y su cuerpo técnico, Alan Dominguez y Edgar Martinez.

## Temporada 2022-2023
Actualizado al 24 de Marzo de 2024 

### Cuerpo Técnico
| Director Deportivo     | Carlos Ayala                   |
| Director técnico       | Genoni Martinez                |
| Asistente Tecnico      | Gustavo Rosales                |
| Entrenador de Porteros | Juan Barragan                  |
| Medicos                | Aron Rivera Alejandro Alvarado |

### Plantel 2022-2023
| No. | Pos. | Nation | Player            |
| --- | ---- | ------ | ----------------- |
| 1   | DF   | MEX    | Santiago Ramos    |
| 2   | DF   | MEX    | Luis Medrano      |
| 4   | DF   | MEX    | Roberto Escalante |
| 5   | DF   | MEX    | Adrián Miller     |
| 6   | DF   | MEX    | Gustavo Rosales   |
| 7   | MF   | MEX    | Miguel Diaz       |
| 8   | MF   | MEX    | Alvaro Luevano    |
| 9   | FW   | MEX    | Hugo Puentes      |
| 12  | DF   | MEX    | Arturo Valle      |
| 13  | GK   | MEX    | Diego Reynoso     |
| 14  | MF   | MEX    | Jose Lopez        |
| 15  | FW   | MEX    | Erick Tovar       |
| 16  | MF   | MEX    | Jorge Rios        |
| 17  | DF   | MEX    | Jaime Romero      |

| No.                 | Pos. | Nation  | Player                 |
| ------------------- | ---- | ------- | ---------------------- |
| 19                  | MF   | BRA/MEX | Adriano Nuñez          |
| 24                  | MF   | MEX     | Brandon González       |
| 33                  | MF   | MEX     | Bryan Macías (Capitan) |
| 70                  | MF   | MEX     | Angel Castro           |
| 71                  | DF   | EUA     | Kristian Quintana      |
| 24                  | MF   | MEX     | Brandon González       |
| 77                  | MF   | MEX     | Carlos Hernandez       |
| 91                  | DF   | BRA     | Caique Ribeiro         |
| 92                  | GK   | BRA     | Luan Teles             |
| 95                  | DC   | BRA     | Cleber Rodrigues       |
| 99                  | MF   | MEX     | Enrique Cañez          |
| Jugadores Inactivos |      |         |                        |
| -                   | GK   | MEX     | Ivan Muñoz             |
| -                   | DF   | MEX     | Adrian Miller          |
| -                   | DF   | MEX     | Jorge Leal             |
| -                   | MD   | EUA     | Alexander Gomez        |
| -                   | MD   | MEX     | Javier Gallegos        |
| -                   | FW   | MEX     | Adailton Jimenez       |